# Gran Turismo (computerspel)
Gran Turismo (Japans: グランツーリスモ, Guran Tsūrisumo) is een racespel voor de PlayStation. Het spel is gemaakt door Polyphony Digital en kwam uit in 1997.
Het is het eerste spel van de Gran Turismo-serie. Het was het bestverkochte PlayStation-spel ooit met meer dan 11 miljoen verkochte exemplaren. Het spel van Kazunori Yamauchi introduceerde nieuwe standaarden in visuele rendering, fysica en inhoud.

## Trivia
- Het spel is opgenomen in het boek 1001 Video Games You Must Play Before You Die van Tony Mott.
- Gran Turismo is de best verkochte spel voor de Playstation.
- Op het Circuit van Trial Mountain is er een aap te zien boven op een boom bij de zesde bocht. Dit dier komt voor in elke Gran Turismo game (behalve Gran Turismo Sport).